# Belmont (Bas-Rhin)
Pour les articles homonymes, voir Belmont.
Belmont est une commune française située dans la circonscription administrative du Bas-Rhin et, depuis le 1er janvier 2021, dans le territoire de la Collectivité européenne d'Alsace, en région Grand Est.
Cette commune se trouve dans la région historique et culturelle d'Alsace.  En 1974, elle fusionne avec Bellefosse et Waldersbach, puis, en 1975, avec Fouday pour former la commune du Ban-de-la-Roche. Belmont est rétablie le 1er janvier 1992.

## Géographie

### Localisation
Belmont est accrochée dans la pente ouest du Champ du Feu, sur un léger replat dominant la rive Nord de la Chirgoutte, ou Chergoutte (affluent de la Bruche).  Belmont fait partie du canton de Schirmeck et de l'arrondissement de Molsheim. Les habitants sont nommés les Belmontois.

### Communes limitrophes
Les communes limitrophes sont Bellefosse, Le Hohwald, Neuviller-la-Roche et Waldersbach.
|             | Neuviller-la-Roche |            |
| Waldersbach | Belmont            | Le Hohwald |
|             | Bellefosse         |            |

### Géologie et relief
Belmont accroché au flanc du Champ du Feu, domine la vallée de la Schirrgoutte, ainsi que la haute vallée de la bruche. C´est le plus haut village du Bas-Rhin.
Rocher de Rathsamhausen (1 025 m).
Hydrogéologie et climatologie : Système d’information pour la gestion de l’Aquifère rhénan, par le BRGM :
Territoire communal : Occupation du sol (Corinne Land Cover); Cours d'eau (BD Carthage),
Géologie : Carte géologique; Coupes géologiques et techniques,
 Hydrogéologie : Masses d'eau souterraine; BD Lisa; Cartes piézométriques.

### Hydrographie
La commune est dans le bassin versant du Rhin au sein du bassin Rhin-Meuse. Elle est drainée par le ruisseau de la Chergoutte et le ruisseau la Serva,.

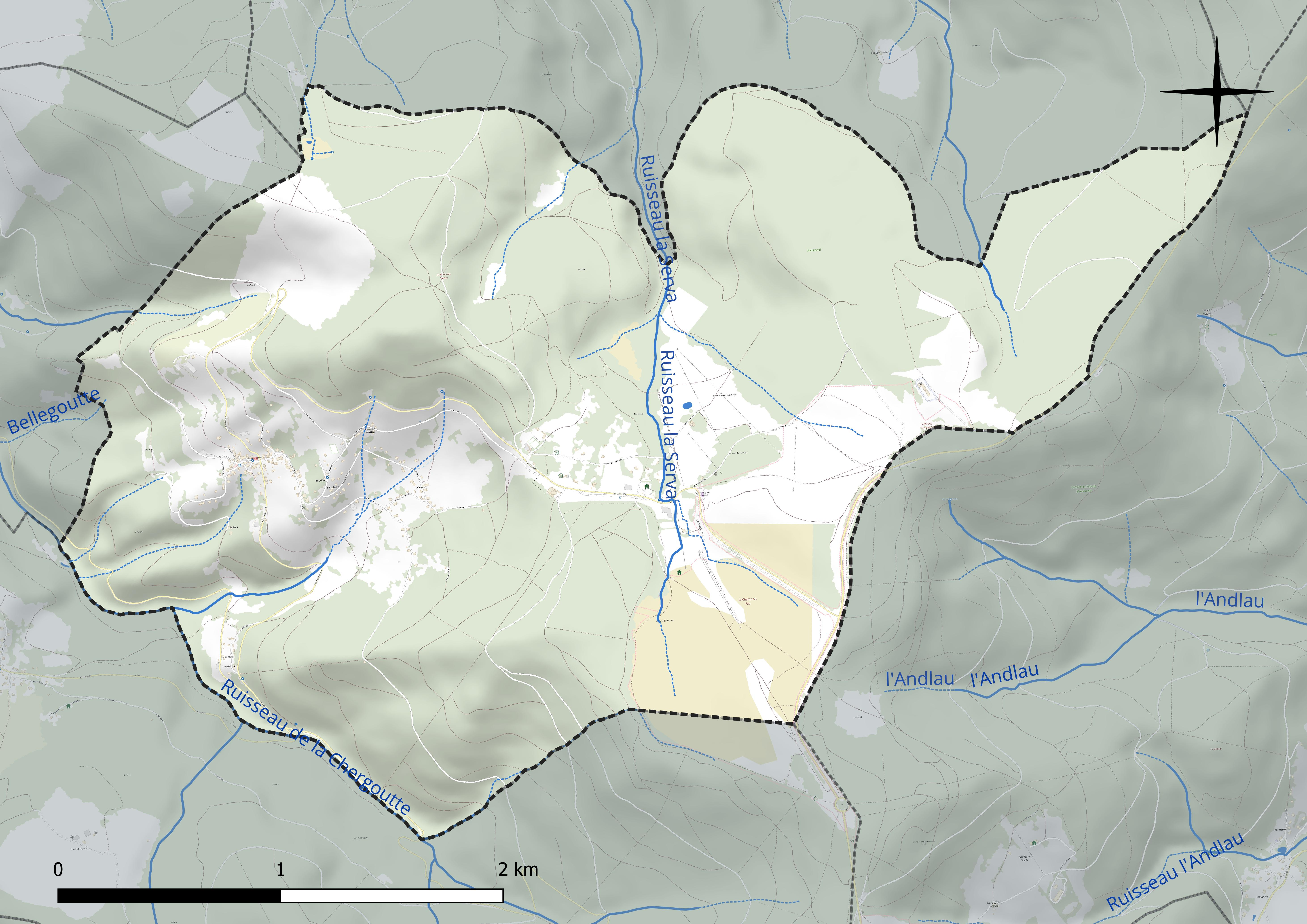
Réseau hydrographique de Belmont.

### Climat
Pour des articles plus généraux, voir Climat du Grand Est et Climat du Bas-Rhin.
En 2010, le climat de la commune est de type climat de montagne, selon une étude du Centre national de la recherche scientifique s'appuyant sur une série de données couvrant la période 1971-2000. En 2020, Météo-France publie une typologie des climats de la France métropolitaine dans laquelle la commune est exposée à un climat semi-continental et est dans la région climatique  Vosges, caractérisée par une pluviométrie très élevée (1 500 à 2 000 mm/an) en toutes saisons et un hiver rude (moins de 1 °C). 
Pour la période 1971-2000, la température annuelle moyenne est de 7,4 °C, avec une amplitude thermique annuelle de 15,5 °C. Le cumul annuel moyen de précipitations est de 1 393 mm, avec 14,1 jours de précipitations en janvier et 12 jours en juillet. Pour la période 1991-2020, la température moyenne annuelle observée sur la station météorologique installée sur la commune est de 7,0 °C et le cumul annuel moyen de précipitations est de 1 341,9 mm. 
La température maximale relevée sur cette station est de 30,9 °C, atteinte le 5 juillet 2015 ; la température minimale est de −20,3 °C, atteinte le 20 décembre 2009,,. 
| Mois                                  | jan.           | fév.          | mars           | avril         | mai           | juin          | jui.          | août          | sep.          | oct.          | nov.          | déc.           | année      |
| ------------------------------------- | -------------- | ------------- | -------------- | ------------- | ------------- | ------------- | ------------- | ------------- | ------------- | ------------- | ------------- | -------------- | ---------- |
| Température minimale moyenne (°C)     | −3,2           | −3,3          | −0,5           | 3,5           | 6,4           | 9,9           | 11,8          | 11,7          | 8,6           | 5,2           | 1,4           | −1,7           | 4,2        |
| Température moyenne (°C)              | −1             | −1            | 2,2            | 6,9           | 9,8           | 13,3          | 15,3          | 15            | 11,6          | 7,8           | 3,7           | 0,4            | 7          |
| Température maximale moyenne (°C)     | 1,1            | 1,2           | 4,9            | 10,3          | 13,2          | 16,8          | 18,8          | 18,3          | 14,7          | 10,3          | 6             | 2,6            | 9,9        |
| Record de froid (°C) date du record   | −13,7 26.01.07 | −19 03.02.12  | −12,5 07.03.10 | −8 06.04.21   | −3,2 04.05.19 | 1,3 05.06.12  | 4,3 24.07.11  | 3,9 30.08.10  | 0,3 17.09.08  | −8,3 29.10.12 | −9,8 30.11.10 | −20,3 20.12.09 | −20,3 2009 |
| Record de chaleur (°C) date du record | 12,3 01.01.22  | 16,9 27.02.19 | 19,4 31.03.21  | 22,4 28.04.12 | 25,7 25.05.09 | 28,9 09.06.14 | 30,9 05.07.15 | 30,5 07.08.15 | 25,8 15.09.20 | 23,4 02.10.23 | 18,4 01.11.14 | 14,8 17.12.23  | 30,9 2015  |
| Précipitations (mm)                   | 138,6          | 107,4         | 106,3          | 65,2          | 125,7         | 114,5         | 101,5         | 116,2         | 85,8          | 115,3         | 118,2         | 147,2          | 1 341,9    |

| Diagramme climatique                                  |              |              |             |              |              |               |               |             |              |           |              |
| J                                                     | F            | M            | A           | M            | J            | J             | A             | S           | O            | N         | D            |
| 1,1−3,2138,6                                          | 1,2−3,3107,4 | 4,9−0,5106,3 | 10,33,565,2 | 13,26,4125,7 | 16,89,9114,5 | 18,811,8101,5 | 18,311,7116,2 | 14,78,685,8 | 10,35,2115,3 | 61,4118,2 | 2,6−1,7147,2 |
| Moyennes : • Temp. maxi et mini °C • Précipitation mm |              |              |             |              |              |               |               |             |              |           |              |

Les paramètres climatiques de la commune ont été estimés pour le milieu du siècle (2041-2070) selon différents scénarios d'émission de gaz à effet de serre à partir des nouvelles projections climatiques de référence DRIAS-2020. Ils sont consultables sur un site dédié publié par Météo-France en novembre 2022.

### Sismicité
Commune située dans une zone 3 de sismicité modérée.

### Voies de communications et transports

#### Voies routières
- A35, aussi appelée autoroute des cigognes ou l'Alsacienne : Échangeurs Barr, Goxwiller - Valff, Ebersheim.
- A352 : Échangeur Molsheim - Obernai.

#### Transports en commun
- Transports en Alsace.
- Fluo Grand Est.

##### SNCF
- Gare de Fouday.

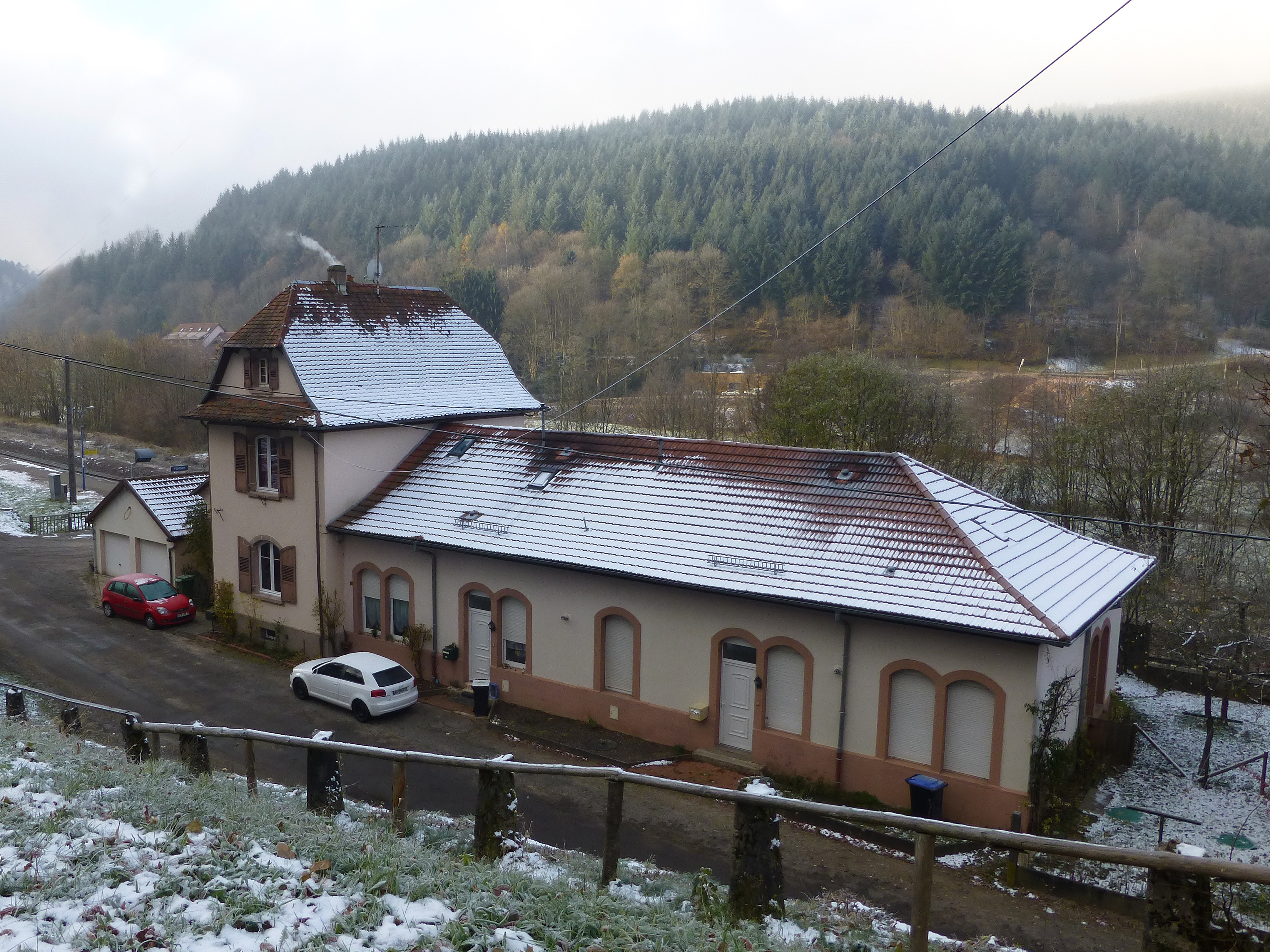
La gare de Fouday.

- Gare de Saint-Blaise-la-Roche - Poutay.
- Gare de Rothau.
- Gare de Saulxures.
- Gare de Schirmeck - La Broque.

## Urbanisme

### Typologie
Au 1er janvier 2024, Belmont est catégorisée commune rurale à habitat dispersé, selon la nouvelle grille communale de densité à sept niveaux définie par l'Insee en 2022.
Elle est située hors unité urbaine et hors attraction des villes,.

### Occupation des sols
L'occupation des sols de la commune, telle qu'elle ressort de la base de données européenne d’occupation biophysique des sols Corine Land Cover (CLC), est marquée par l'importance des forêts et milieux semi-naturels (83,4 % en 2018), une proportion identique à celle de 1990 (83,4 %). La répartition détaillée en 2018 est la suivante : 
forêts (70,3 %), milieux à végétation arbustive et/ou herbacée (13,1 %), prairies (11,3 %), zones urbanisées (5,3 %). L'évolution de l’occupation des sols de la commune et de ses infrastructures peut être observée sur les différentes représentations cartographiques du territoire : la carte de Cassini (XVIIIe siècle), la carte d'état-major (1820-1866) et les cartes ou photos aériennes de l'IGN pour la période actuelle (1950 à aujourd'hui).

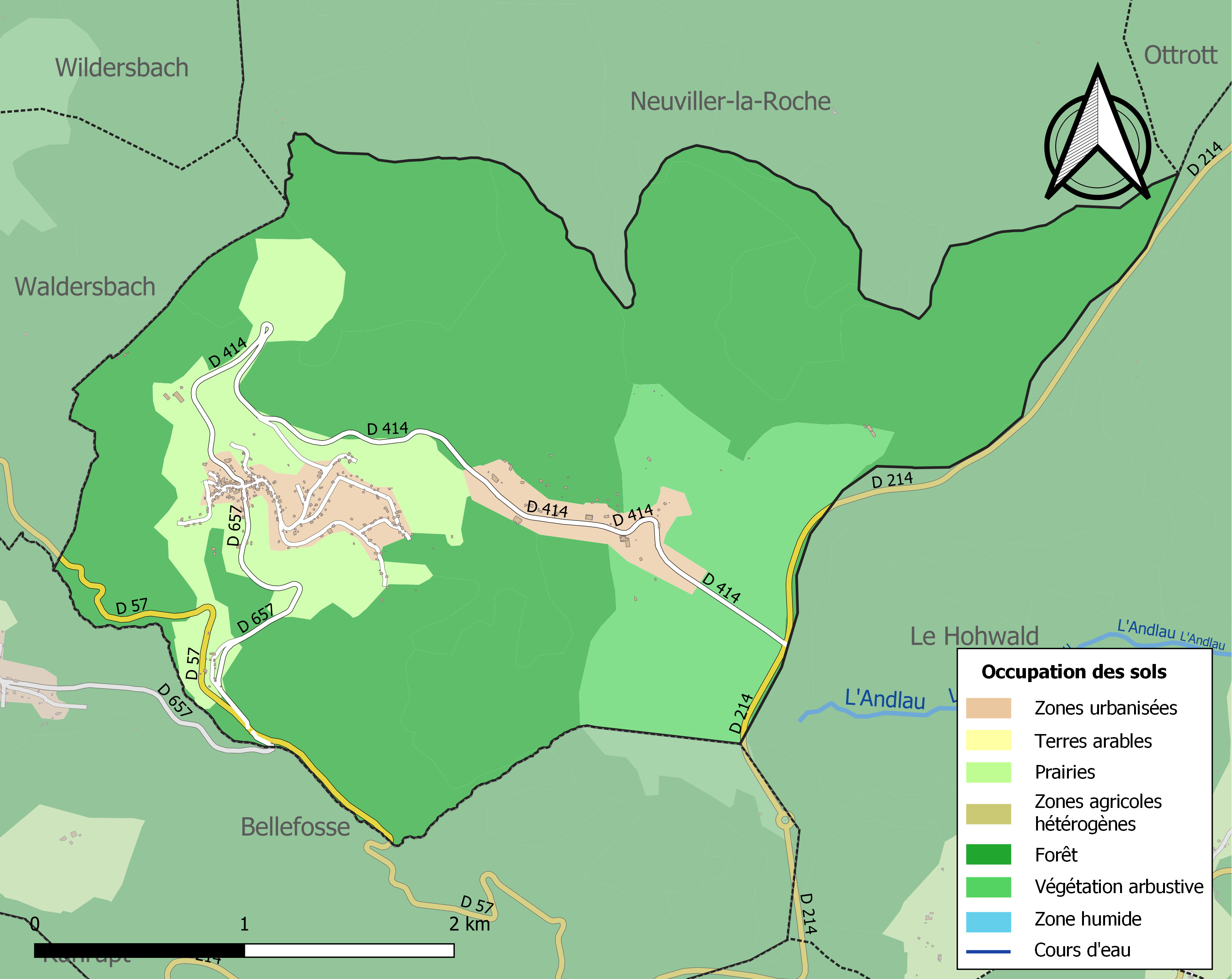
Carte des infrastructures et de l'occupation des sols de la commune en 2018 (CLC).

## Toponymie
- 1584 : Schönenberg ; 1789 : Schoenberg ; 1793 : Belmont.

## Histoire

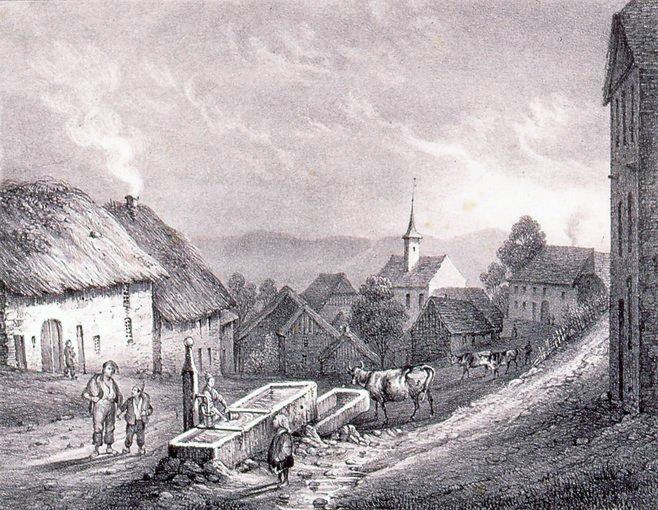
Belmont en 1837.

Cette commune, comme celles de Bellefosse, de Waldersbach, de Solbach, de Fouday, de Rothau, de Wildersbach et de Neuviller-la-Roche, se rattache à l'histoire de la seigneurie du Ban de la Roche, aussi appelée Zum Stein, administrée par l'une des cinq familles de la  branche des Rathsamhausen. Le nom de Zum Stein (ou de la Roche) provient du château de la Roche situé au-dessus de Bellefosse dont l'origine n'est pas claire. Ce château aurait été construit au XIIIe siècle par les Rathsamhausen.
Entre 1127 et 1227, nous trouvons une famille de Lapide ou de Rupe (du latin lapis = pierre ; rupes = rocher), mais celle-ci ne réside pas au château de Bellefosse mais au château de Dreistein dont elle prit le nom. La Réforme est introduite par Georges-Jean de Veldenz dès 1584.
Entre 1795 et 1871, Belmont, ainsi que Bellefosse, Solbach et Fouday est rattaché à l'arrondissement de Sélestat alors qu'une majorité de communes voisines sont rattachées au département des Vosges. En 1871, Belmont est rattachée à l'Alsace-Lorraine par le traité de Francfort, ainsi que tous les villages de la vallée de la Bruche. En 1919, le village retourne au département du Bas-Rhin.

## Politique et administration

### Liste des maires
| Période                                  | Période                   | Identité                                     | Étiquette | Qualité |
| ---------------------------------------- | ------------------------- | -------------------------------------------- | --------- | ------- |
| Les données manquantes sont à compléter. |                           |                                              |           |         |
| 2001                                     | En cours (au 31 mai 2020) | Guy Hazemann, Réélu pour le mandat 2020-2026 |           |         |

### Jumelages

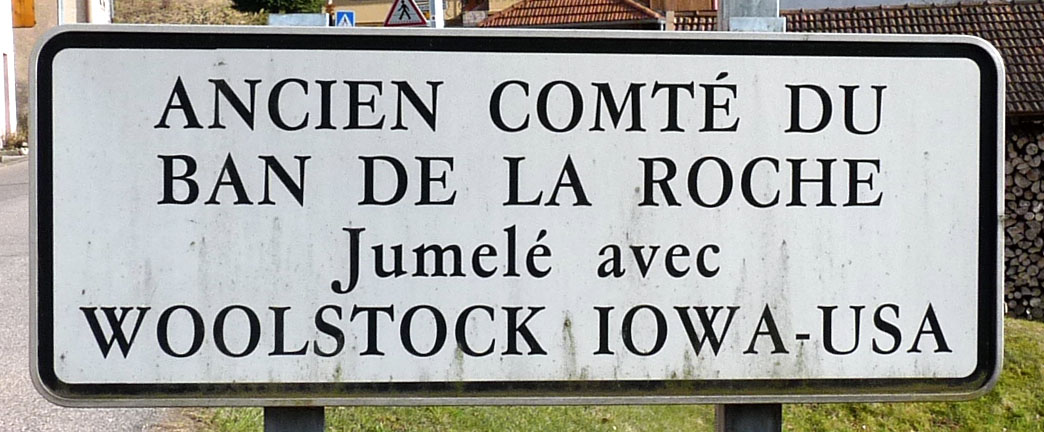
Jumelage avec Woolstock.

Comme sept autres communes du Ban de la Roche (Bellefosse, Fouday, Neuviller-la-Roche, Rothau, Solbach, Wildersbach et Waldersbach), Belmont est jumelée depuis le 15 juillet 1984 avec Woolstock, une petite localité américaine de l'Iowa qui a accueilli au XIXe siècle des immigrants en provenance du Ban de la Roche.

### Budget et fiscalité 2021

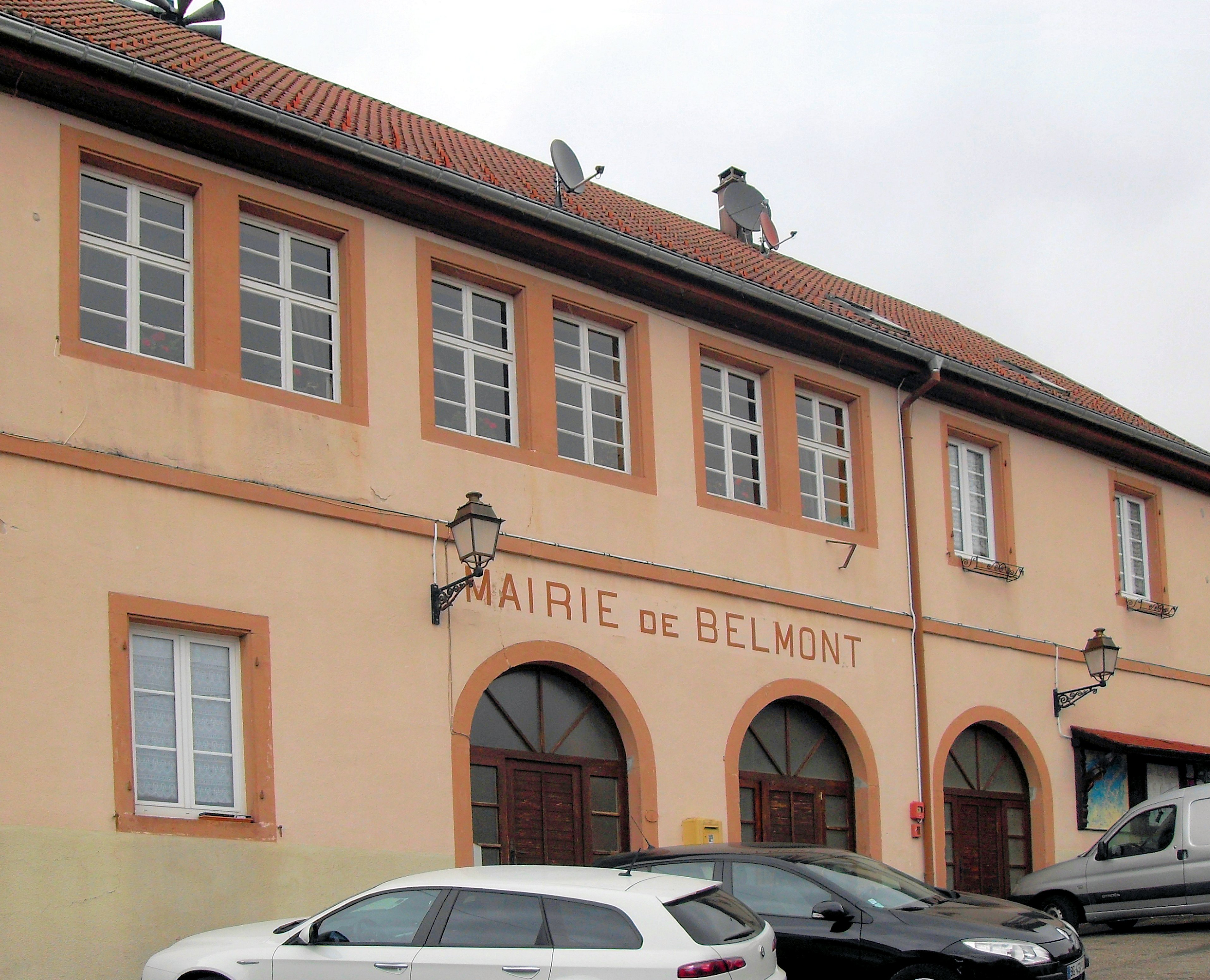
La mairie-école.

En 2021, le budget de la commune était constitué ainsi :
- total des produits de fonctionnement : 234 000 €, soit 1 361 € par habitant ;
- total des charges de fonctionnement : 196 000 €, soit 1 138 € par habitant ;
- total des ressources d'investissement : 150 000 €, soit 871 € par habitant ;
- total des emplois d'investissement : 217 000 €, soit 126 € par habitant ;
- endettement : 153 000 €, soit 889 € par habitant.

Avec les taux de fiscalité suivants :
- taxe d'habitation : 13,78 % ;
- taxe foncière sur les propriétés bâties : 20,63 % ;
- taxe foncière sur les propriétés non bâties : 44,41 % ;
- taxe additionnelle à la taxe foncière sur les propriétés non bâties : 0,00 % ;
- cotisation foncière des entreprises : 0,00 %.

Chiffres clés Revenus et pauvreté des ménages en 2020 : médiane en 2020 du revenu disponible, par unité de consommation : 25 250 €.

## Population et société

### Démographie
L'évolution du nombre d'habitants est connue à travers les recensements de la population effectués dans la commune depuis 1793. Pour les communes de moins de 10 000 habitants, une enquête de recensement portant sur toute la population est réalisée tous les cinq ans, les populations de référence des années intermédiaires étant quant à elles estimées par interpolation ou extrapolation. Pour la commune, le premier recensement exhaustif entrant dans le cadre du nouveau dispositif a été réalisé en 2004.

En 2022, la commune comptait 174 habitants, en évolution de +7,41 % par rapport à 2016 (Bas-Rhin : +3,17 %, France hors Mayotte : +2,11 %).
| 1793 | 1800 | 1806 | 1821 | 1831 | 1836 | 1841 | 1846 | 1851 |
| ---- | ---- | ---- | ---- | ---- | ---- | ---- | ---- | ---- |
| 423  | 386  | 506  | 577  | 653  | 694  | 727  | 655  | 619  |

| 1856 | 1861 | 1866 | 1871 | 1875 | 1880 | 1885 | 1890 | 1895 |
| ---- | ---- | ---- | ---- | ---- | ---- | ---- | ---- | ---- |
| 557  | 587  | 621  | 634  | 580  | 560  | 474  | 447  | 410  |

| 1900 | 1905 | 1910 | 1921 | 1926 | 1931 | 1936 | 1946 | 1954 |
| ---- | ---- | ---- | ---- | ---- | ---- | ---- | ---- | ---- |
| 361  | 348  | 311  | 254  | 220  | 211  | 202  | 216  | 195  |

| 1962 | 1968 | 1999 | 2004 | 2006 | 2009 | 2014 | 2019 | 2022 |
| ---- | ---- | ---- | ---- | ---- | ---- | ---- | ---- | ---- |
| 160  | 158  | 147  | 156  | 156  | 176  | 170  | 177  | 174  |

### Enseignement
Établissements d'enseignements :
- Écoles maternelles à Waldersbach, Natzwiller, Neuviller-la-Roche, Le Hohwald, Fouday.
- Écoles primaires à Waldersbach, Natzwiller, Le Hohwald, Fouday, Ranrupt.
- Collèges à La Broque, Villé, Schirmeck, Urmatt.
- Lycées à Schirmeck, Urmatt, Barr, Obernai.

### Santé
Professionnels et établissements de santé :
- Médecins à Saint-Blaise-la-Roche, Rothau, La Broque, Villé.
- Pharmacies à Saint-Blaise-la-Roche, Rothau, La Broque, Villé.
- Hôpitaux à Rothau, La Broque, Schirmeck.

### Cultes
- Culte protestant[27],[28].
- Culte catholique, paroisses catholiques proches[29], Diocèse de Strasbourg.

## Économie

### Entreprises et commerces

#### Agriculture
- Culture de céréales, de légumineuses et de graines oléagineuses.
- Élevage de chevaux et d'autres équidés.
- Élevage d'autres bovins et de buffles.
- Élevage d'autres animaux.

#### Tourisme
- Hébergements et restauration à Belmont, Bellefosse, Wildersbach, Natzwiller, Fouday.

#### Commerces
- Commerces et services de proximité à Saint-Blaise-la-Roche, La Broque, Gertwiller, Plaine, Andlau, Natzwiller, Schirmeck.

## Culture locale et patrimoine

### Lieux et monuments

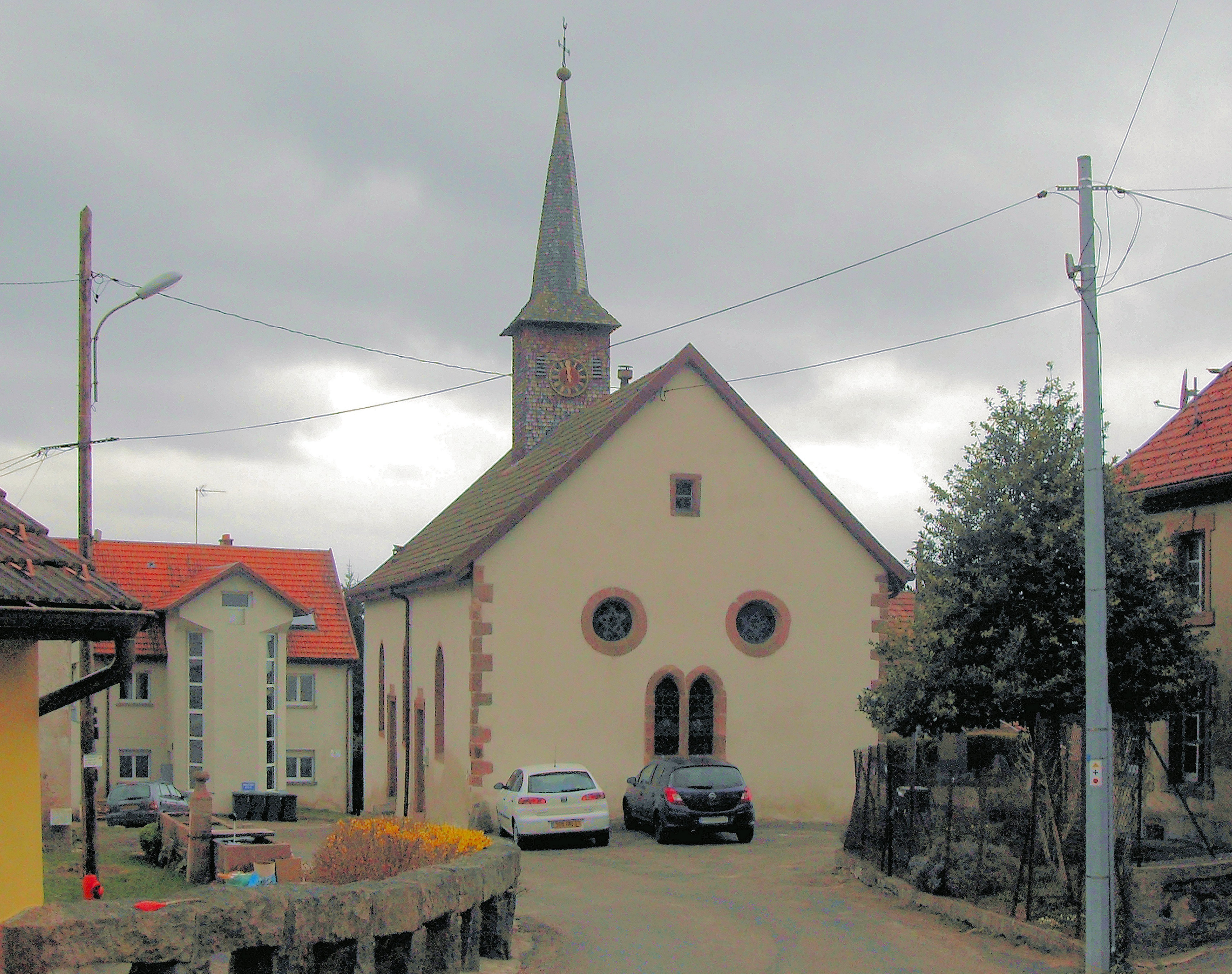
Église protestante.
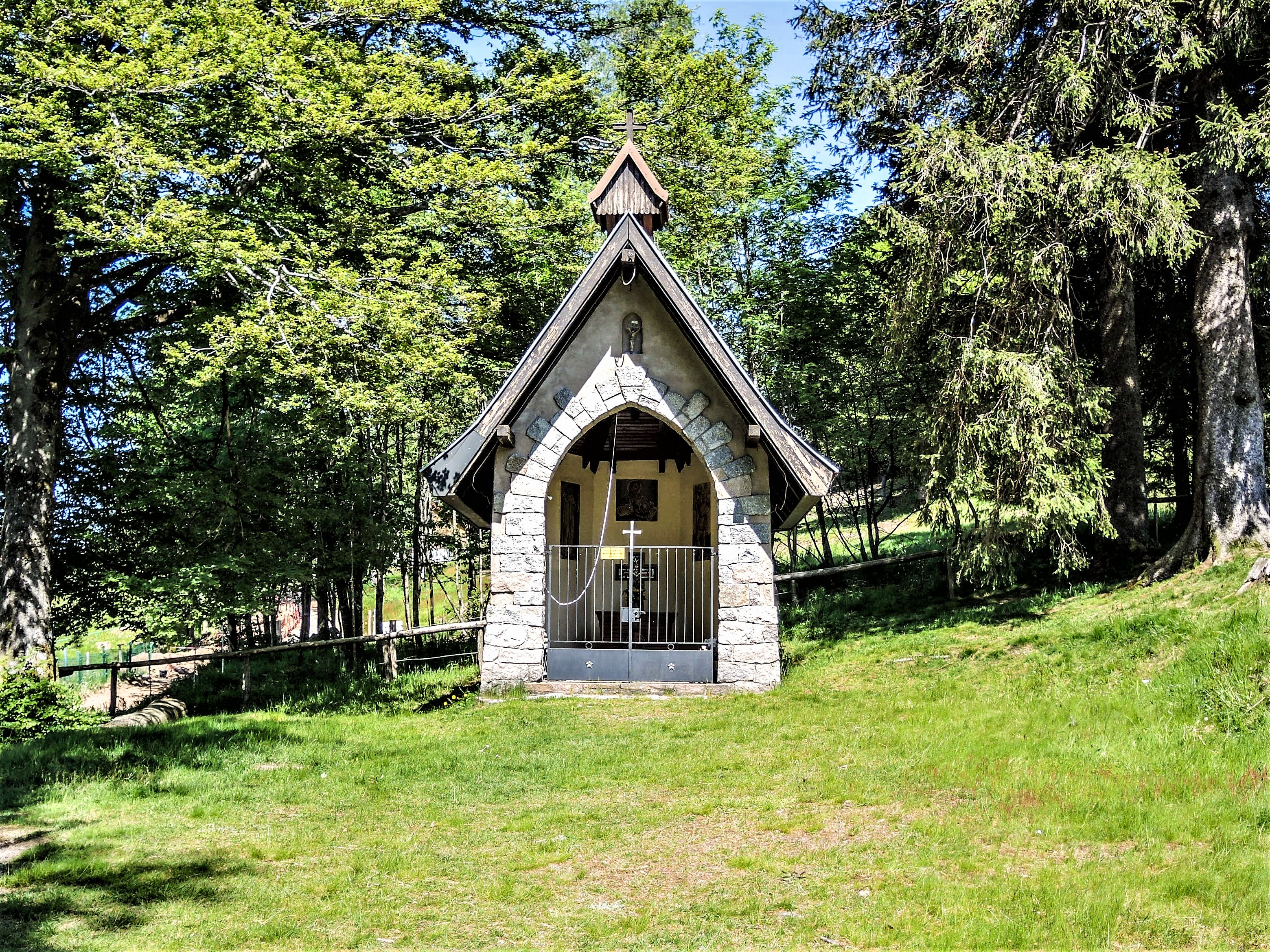
Chapelle du champ du feu.
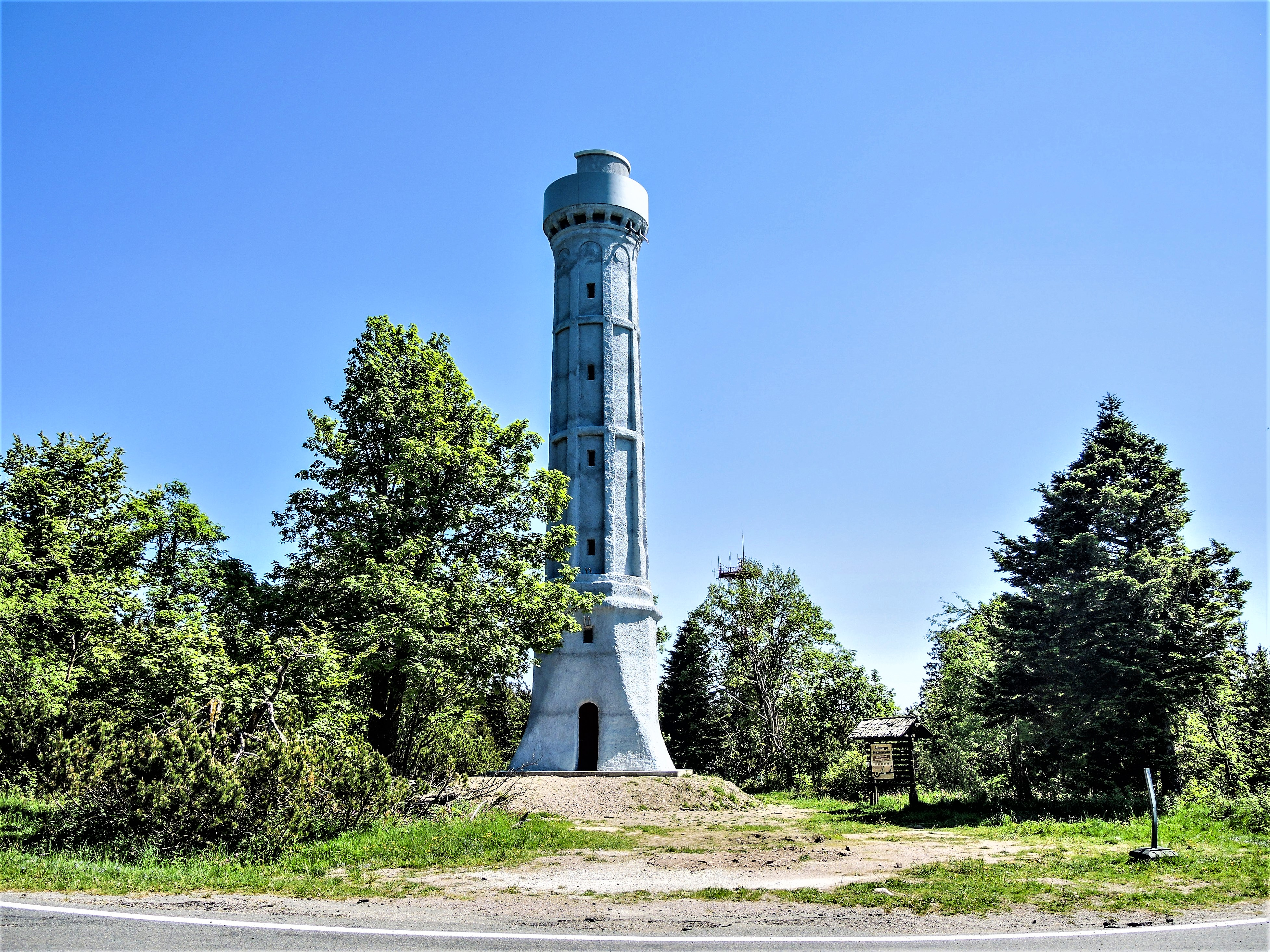
Tour-observatoire Champ du Feu.
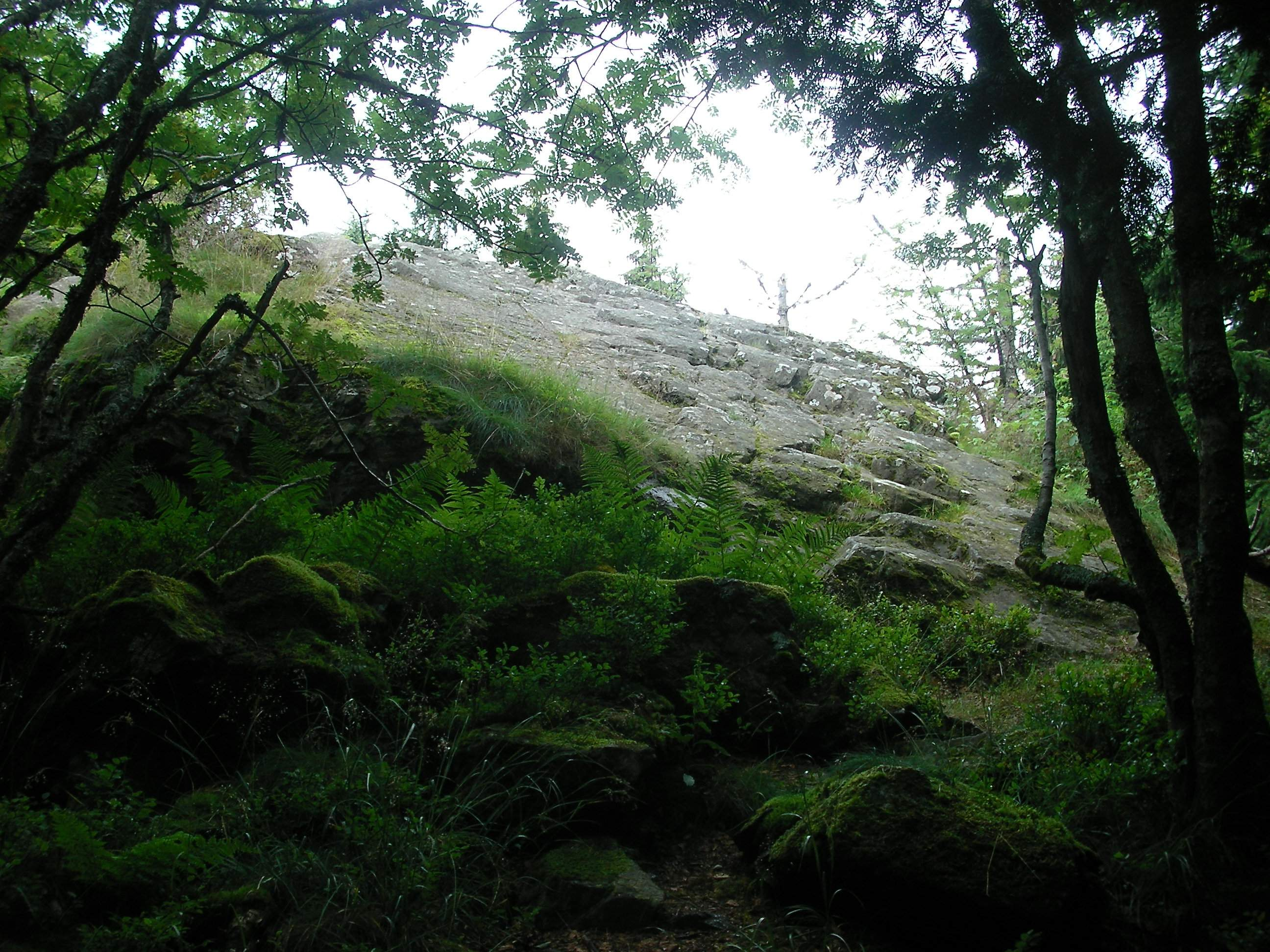
Rocher de Rathsamhausen.

- L'église protestante[30],[31] résulte de la transformation, en 1755 et 1762, d'une chapelle de pèlerinage médiévale, dédiée au Saint-Esprit[31].

Deux anciennes colonnes romanes sculptées ont été réemployées sur le mur Nord.
L'église abrite aussi deux fragments de vitraux du XIIIe siècle enchâssés dans une fenêtre, ainsi qu'un tableau de Christ souffrant du XVIe siècle ornant la tribune.
Autel protestant.
Tableau Ecce Homo XVIe siècle.
3 estampes et leurs cadres : Luther, Calvin, Melanchton
Cloche Marie-Madeleine de 1434.
Orgue d'Edmond Alexandre Roethinger.
- Tour Belvédère (1898)[38].
- Cosmogonie poétique[39].
- Monument aux morts[40] : Conflits commémorés : Guerres 1914-1918 - 1939-1945.

### Personnalités liées à la commune
- Sara Banzet (1745-1774), première « conductrice de la tendre jeunesse », recrutée par le pasteur Oberlin en 1770
- La famille Loux : Henri Loux, né à Sessenheim, est le créateur du décor de vaisselle dénommé « Obernai ».

## Héraldique
| Blason de Belmont (Bas-Rhin) | Blason  | D’azur au mont de trois coupeaux d’argent surmontés d’un soleil d’or. |
| Blason de Belmont (Bas-Rhin) | Détails |                                                                       |